# 斯克拉韋納灣

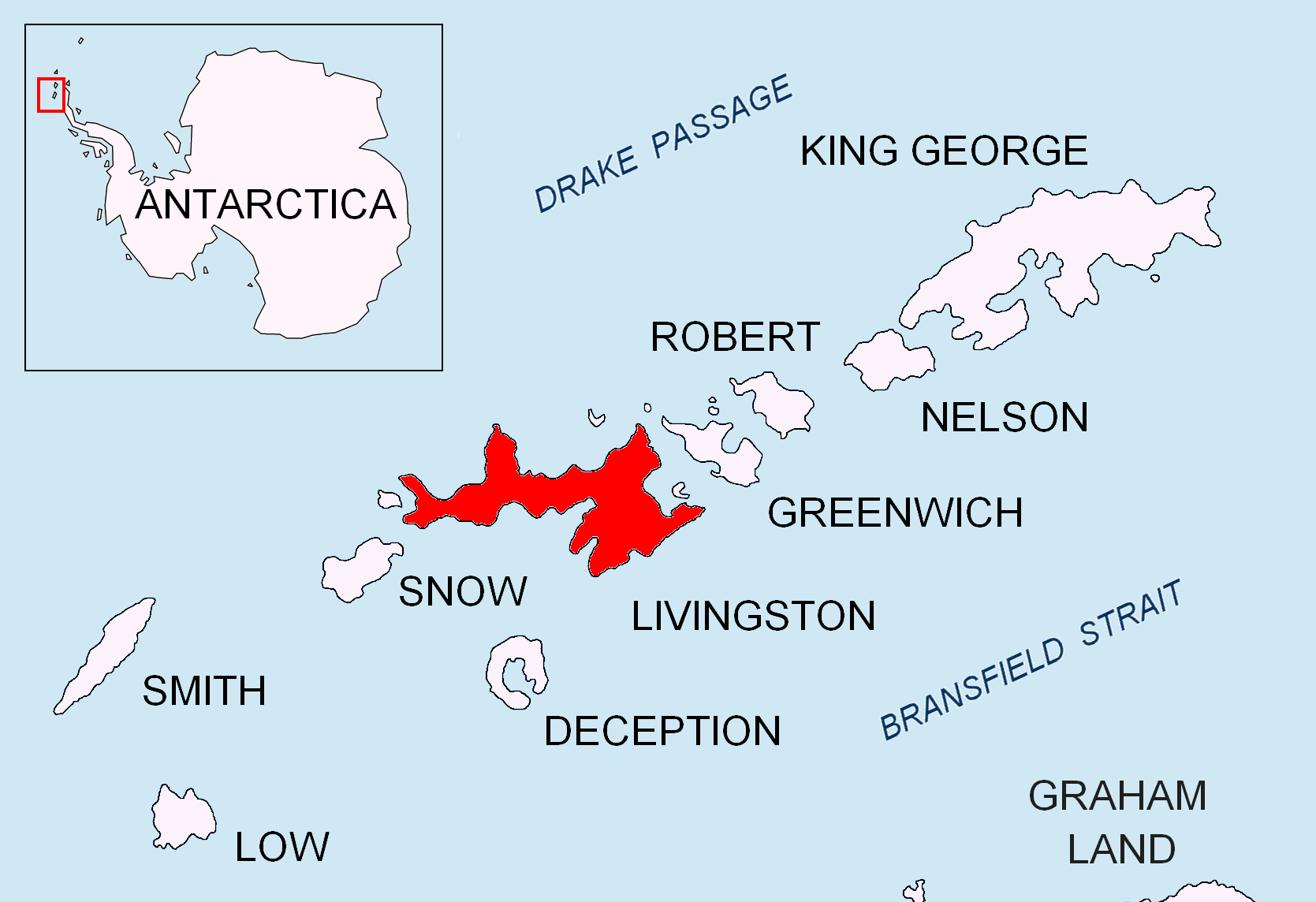

斯克拉韋納灣是南極洲的海灣，位於南設得蘭群島的利文斯頓島北岸，長1公里、寬2.1公里，以保加利亞北部城鎮命名，現時由南極條約體系管理。
62°34′22″S 60°35′50″W / 62.57278°S 60.59722°W

## 外部連結
- Skravena Cove. （页面存档备份，存于） SCAR Composite Gazetteer of Antarctica.